# Dominique Goblet
Dominique Goblet, née le 8 juillet 1967 à Ixelles (région de Bruxelles-Capitale), est une illustratrice, autrice de bande dessinée et de romans graphiques, et plasticienne belge.

## Biographie
Dominique Goblet naît le 8 juillet 1967 à Ixelles,, une commune bruxelloise. Elle est issue d'un père wallon et d'une mère flamande.

### Études
De 1984 à 1987, Dominique Goblet suit un enseignement secondaire supérieur à l'Institut Saint-Luc, section Arts de l'image, à Bruxelles. Après des études supérieures artistiques dans le même établissement en compagnie de Vincent Fortemps, elle est, en 1990, diplômée en arts plastiques, spécialisation illustration. Puis obtient, en 2001-2002, un certificat d'aptitudes pédagogiques[Où ?] et, en 2002-2003, un certificat de langue anglaise[évasif][Par qui ?].

### Carrière

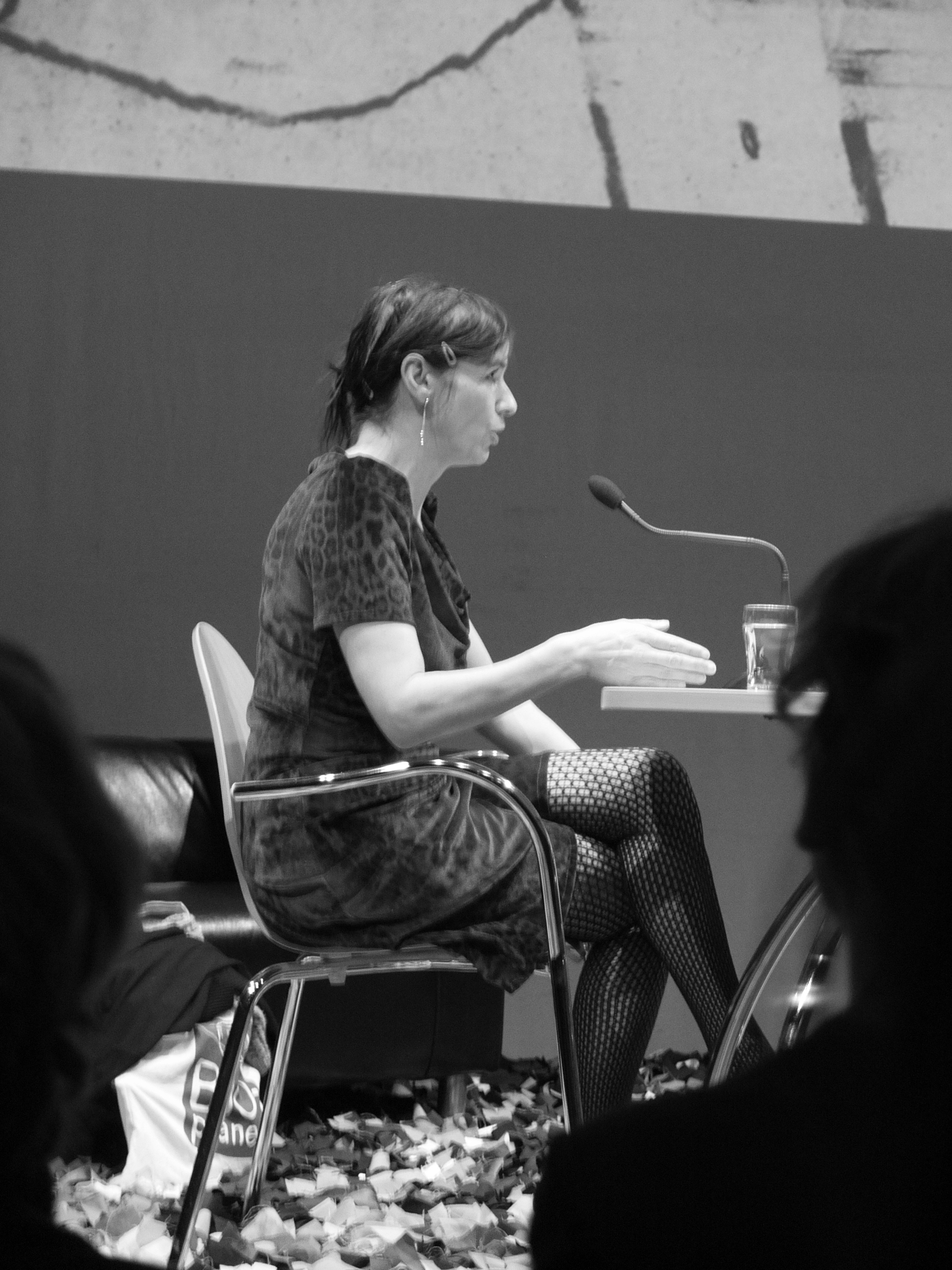
Dominique Goblet en 2015.

Dominique Goblet est connue pour ses travaux dans l'édition de la bande dessinée alternative.
Elle concourt dans les années 1991-1995 à la création du groupe Frigoproduction, qui préfigure Fréon-Frémok. Son premier roman graphique, Portraits crachés, dans la collection « Amphigouri » aux éditions Fréon paraît en 1997.
En 1999, elle participe au projet Terre-Neuve de l’association Recyclart dont le but premier est de transformer la rupture urbaine provoquée par la jonction Nord-Midi avec les premier et seizième panneaux d'une superficie d'environ 16 m2.
En 2010, elle livre simultanément Chronographie à L'Association et Les Hommes-Loups aux éditions FRMK. Chronographie est une série de portraits de Dominique Goblet et sa fille Nikita Fossoul pendant dix ans. La même année, elle reçoit le Prix de l'École européenne supérieure de l'image,.
En 2019, elle préside le festival international de la bande dessinée d'Angoulême. Sa rencontre avec l’artiste Dominique Théate donne lieu, en 2019, à « une BD loufoque » : L’Amour dominical. L'album figure dans la sélection du festival d'Angoulême 2020,. 
En 2024, elle retrouve Kai Peifffer pour Le Jardin des candidats qui sort dans la collection « Amphigouri ».

### Autres contributions
En outre, Dominique Goblet participe à divers collectifs dont Bill (Bill Édition, s.d.), Comix 2000 (L’Association, 2000), L’Association au Mexique (L’Association, 2000), Toy comics (L’Association, 2008), Match de catch à Vielsalm (FRMK, 2009), ainsi qu'à Bruxelles - 20 ans / 20 auteurs (Pierre dejemeppe, 2009).

### Expositions
Elle est aussi plasticienne et elle expose régulièrement ses peintures et sculptures tant en Belgique qu'en France et en Suisse. Pour ses œuvres, elle utilise des techniques mixtes dont les influences sont multiples, sont mises au service d’une écriture graphique unique.

### Autres activités
Parallèlement, Dominique Goblet est professeure invitée à l’École de recherche graphique (ERG) en 2017 en Belgiquede Bruxelles et enseigne la bande dessinée à l'ESA Saint-Luc en 2019. Elle est aussi appelée régulièrement à participer des débats ou à donner des conférences,,.

### Influences
Lors d'une interview enregistrée lors de SOBD 2019, elle avoue que ses influences sont hors du champ de la bande dessinée : la photo, le cinéma, la littérature.

### Vie privée
L'artiste vit et travaille à Bruxelles. Elle fait apparaître dans ses albums son compagnon, Guy-Marc Hinant, sous le nom de GM. Dominique Goblet a une fille, Nikita.

## Œuvres

### Publications

#### Romans graphiques
- Portraits crachés, Fréon, coll. « Amphigouri », février 1997
Scénario, dessin et couleurs : Dominique Goblet -  (ISBN 2-930204-10-9),Format à l'italienne.
- Souvenir d'une journée parfaite[26],[27], Frémok, coll. « Récits de Ville », octobre  2002
Scénario, dessin et couleurs : Dominique Goblet -  (ISBN 2-930204-35-4)
- Faire semblant c'est mentir[28], L'Association, Paris, avril 2007
Scénario, dessin et couleurs : Dominique Goblet -  (ISBN 2-84414-233-8)
- Chronographie[7], L'Association, Paris, 5 mai 2010
Scénario, dessin et couleurs : Dominique Goblet -  (ISBN 978-2-84414-387-7),Recueil de portraits qu'elle fait, depuis 2002, de sa fille Nikita Fossoul, et sa fille d'elle.
- Les Hommes-Loups[29],[30], Frémok, coll. « Amphigouri », 17 avril 2010
Scénario : Guy-Marc Hinant - Dessin et couleurs : Dominique Goblet -  (ISBN 9782350650326)
- Plus si entente[31], Frémok/Actes Sud, coll. « Actes Sud BD », 1 octobre 2014
Scénario et dessin : Dominique Goblet avec Kai Pfeiffer - Couleurs : Dominique Goblet -  (ISBN 978-2-330-03051-3)
- L'Amour dominical[32],[33], Frémok, coll. « Knock Outsider ! », 21 février 2019
Scénario, dessin et couleurs : Dominique Goblet et Dominique Théate -  (ISBN 978-2-390-22015-2),Sélection officielle du Festival d'Angoulême 2020[34].
- Ostende, Bruxelles, Frémok, coll. « Amphigouri », 2021, 104 p., ill. ; 32 cm (ISBN 9782390220282 et 2390220282, OCLC 1300911290, présentation en ligne).
- Ostende carnet, Frémok, coll. « Amphigouri », 2022  (ISBN 9782390220305).
- Le Jardin des candidats[14],[35] (ill. Kai Peiffer), Bruxelles, Frémok, coll. « Amphigouri », 2024, 256 p. (ISBN 9782390220459)

#### Récits de bande dessinée
- Hulk Hogan contre l’orthodontiste[19] (un récit en quatre mains avec Dominique Théâte, un artiste du Centre d'expression et de créativité La Hesse de Vielsalm) ;
- Lofoten[19] (récit de bande dessinée, scénarisé par Guy-Marc Hinant).

#### Artbooks
- Pastrami, L'Association, septembre 2007
Scénario, dessin et couleurs : Dominique Goblet -  (ISBN 9782844142504),Complément de Faire semblant c’est mentir, fac-similé de pages de carnets de voyages réalisées entre 2005 et 2007 (New-York, Mexique, Guatemala, Bélize).
- Canaris, Université de Liège, 2009
- Bruxelles - 20 ans / 20 auteurs[36], Pierre Dejemeppe, Bruxelles, septembre 1999
Scénario : Thierry Bellefroid - Dessin : collectif - Couleurs : quadrichromie,Édité à l'occasion des 20 ans de la Région Bruxelles-Capitale avec François Avril, Philippe Berthet, Émile Bravo, Renaud Collin, Nicolas de Crécy, Johan De Moor, André Geerts, Dominique Goblet, Sacha Goerg, Jean-Claude Götting, André Juillard, Régis Lejonc, Jacques de Loustal, Cédric Manche, Vincent Mathy, David Merveille, Ever Meulen, François Schuiten, Thierry Van Hasselt et Bernar Yslaire. Format à l'italienne.

#### Collectifs
- L'Association au Mexique[37], L'Association, coll. « Éperluette », Paris, avril 2000
Scénario et dessin : collectif dont Dominique Goblet - Couleurs : noir et blanc -  (ISBN 2-84414-034-3)
- Le Coup de grâce, La Cinquième Couche, Bruxelles, 26 août 2006
Scénario et dessin : collectif dont Dominique Goblet - Couleurs : quadrichromie -  (ISBN 9782930356297)

#### Catalogues d'exposition
- Cerfs, bois, massacre[19], Catalogue de l’exposition à l’Orangerie — Centre d’Art Contemporain de Bastogne, avril 2009
- Catalogue Dialogue 13 : Les deux cercles, Dominique Goblet et Nygel Panasco, Central Vapeur, 2023.  (ISBN 2-8001-0912-2)  (ISBN 978-2-9572038-5-7)

### Expositions

#### Expositions individuelles
- Dominique Goblet, Prix de l’ÉESI 2010[38], Cité internationale de la bande dessinée et de l'image, Angoulême du 27 janvier au 27 mars 2011 ;
- Exposition de dessins de Dominique Goblet[39], Musée de Bastia, Bastia, du 31 mars au 6 avril 2011 ;
- Forêts sombres[40], centre culturel Clau del Pais, Meymac, du 9 au 18 octobre 2015 ;
- Le Jardin des Candidats avec Kai Pfeiffer, Galerie Arts Factory, Paris, du 21 janvier au 27 février 2016 ;
- Le Musée éphémère de Dominique Goblet[41], SoBD, Paris, du 6 au 8 décembre 2019 ;
- Brise-Lames[42],[43], Le Cube, Genève, du 19 au 29 avril 2021 ;
- Ostende, Musée BELvue[44], Bruxelles, du 29 mai au 20 juin 2021 ;
- Ostende[45],[46], Galerie Martel, Paris du 11 décembre 2021 au 22 janvier 2022.
- Les deux cercles, avec Nygel Panasco, La Menuiserie, Strasbourg dans le cadre du Festival Central Vapeur 13, du 16 mars au 2 avril 2023.
- Dominique Goblet : Abysses, Cartoonmuseum, Bâle, du 2 mars au 26 mai 2024[47],[48].

#### Expositions collectives
- Bruxelles, 20 ans, 20 auteurs, Bruxelles Info Place, du 25 février au jusqu’au 22 mars 2009[17] ;
- Regards croisés de la bande dessinée belge, Musées royaux des Beaux-Arts de Belgique, Bruxelles, du 27 mars au 30 juin 2009[49],[50] ;
- Ghost Machinery[51], Espace multimédia Gantner, Bourogne, du 21 mars au 30 mai 2009 ;

- 2011, Génération Spontanée ? La nouvelle scène belge indépendante, production Wallonie-Bruxelles International/Centre Wallonie-Bruxelles de Paris[52] sous le commissariat de Thierry Bellefroid. Cinq présentations ont eu lieu :

1. Espace Franquin, Angoulême du 27 au 30 janvier 2011[53] ;
2. Centre Wallonie-Bruxelles de Paris, juin-août 2011[52],[54] ;
3. BIP (Bruxelles Info Place, Place Royale à Bruxelles), septembre-octobre 2011[55] ;
4. Rencontres du 9e Art d’Aix, Aix-en-Provence, mars-avril 2012[56] ;
5. Centre culturel du Forum de Meyrin, Genève, Suisse, octobre-décembre 2012[57],[58].

- Play with us[59], Galerie Champaka, Bruxelles du 21 mars au 15 avril 2012 ;
- Alternatives bandes dessinées contemporaines[60], Maison d'Arts Georges Pompidou, Carjac, du 22 septembre au 17 novembre 2013 ;
- En route ! aux côtés de Xavier Löwenthal et Renaud De Heyn[61],[62],[63], Musée Félicien Rops, Namur, du 24 mai au 28 septembre 2014 ;
- Hors cases, le 9e art contemporain[64], Rendez-vous de la bande dessinée d'Amiens du 3 juin au 17 octobre 2017 ;
- Plan à 3 – La bande dessinée francophone européenne

1. Palais de la Bourse, 8 et 9 juin puis à l'Hôtel de région Auvergne-Rhône-Alpes de Lyon du 18 juillet au 18 août 2019 ;
2. Centre Wallonie-Bruxelles (Paris)[65], 16 octobre au 10 novembre 2019[66] ;
3. Institut français du Liban[67], Saïda du 16 avril au 18 juin 2022 ;
4. Planche à 3, Le Manège[68], Onex (Genève) du 17 au 26 mars 2023.

- Débordements[69], Espace culturel François Mitterrand, Périgueux, du 1er octobre au 30 décembre 2022.

## Réception

### Prix et distinctions
- 2007 :  prix Töpffer International pour Faire semblant c’est mentir ;
- 2010 :  prix de l'École européenne supérieure de l'image[70] ;
- 2020:  Grand Prix Töpffer[71] ;
- 2021 :  prix de la Fédération Wallonie-Bruxelles en bande dessinée pour l'ensemble de son œuvre[2] ;
- 2023 :  prix Scam Belgique (Société civile des auteurs multimédia, Belgique), catégorie parcours Texte et image [72],[73].

### Postérité
En novembre 2018, une fresque murale Le grand loup qui porte le mouton faisant partie du parcours BD de Bruxelles est inaugurée. Elle est située rue Saint-Jean Népomucène 15, elle couvre une superficie de 139 m2 et sa réalisation est due à Urbana,,.

#### Livres
: document utilisé comme source pour la rédaction de cet article.
- Jacques Fiérain, « Goblet, Dominique », dans La BD à Bruxelles et en Brabant, Charleroi, Éd. l'Âge d'or, avril 2003, 144 p., ill. ; 31 cm (ISBN 9782960119664 et 2960119665, OCLC 470388171, présentation en ligne), p. 61. .
- Le 9e Rêve no 6, Institut Saint-Luc de Bruxelles, École de recherche graphique, 2006, 144 p. (présentation en ligne), p. 42, 43.
- Thierry Bellefroid et Jean-Marie Derscheid, « Goblet Dominique Dessinatrice - Scénariste », dans 77 auteurs de bande dessinée en Wallonie et à Bruxelles, Bruxelles, Wallonie-Bruxelles International, 2017, 128 p., PDF (ISBN 2-930071-83-4, lire en ligne), p. 57.
- Philippe Mellot, Michel Denni, Laurent Turpin et Isabelle Morzadec, Trésors de la bande dessinée : BDM 2023-2024 - Catalogue encyclopédique et Argus, Paris, Les Arènes, novembre 2022, 23e éd., 1677 p., ill. ; 23 cm (ISBN 9791037507280, OCLC 1351462460, présentation en ligne), p. 62, 474, 607, 927, 946, 999, 1009, 1064, 1172, 1617. .

#### Périodiques
- Olivier Van Vaerenbergh, « Dominique Goblet redessine The Horse with No Name Is a Horse with No Shame de mémoire. », Focus Vif,‎ 17 juillet 2020 (lire en ligne , consulté le 17 avril 2023).
- Dominique Goblet (interviewée par Cathia Engelbach), « Dominique Goblet : la profondeur et l'absolu », Les Arts dessinés, no 27,‎ juillet/septembre 2024, p. 66-71.

#### Articles
- Christophe Ayad, « Portrait : Sa planche à dessein », Libération, no 8261,‎ 28 novembre 2007, p. 28 (lire en ligne, consulté le 7 avril 2023).
- Dominique Goblet (interviewée par Xavier Guilbert), « Entretiens », du9,‎ 2 avril 2011 (lire en ligne, consulté le 7 avril 2023).
- (en) Matthias Wivel, « Domnique Goblet and the architecture of self », The Comics Journal,‎ 25 juin 2019 (lire en ligne, consulté le 18 avril 2023)
- Dominique Goblet et Caroline Sury (interviewées par Kurt Snoekx), « Dominique Goblet et Caroline Sury, sorcières de la BD : ‘Notre futur sera féminin’ », Bruzz,‎ 3 juin 2021 (lire en ligne, consulté le 7 avril 2023).

### Podcasts
- « Dominique Goblet : "Pour comprendre Ostende, il faut y rester et s’y enraciner" », émission de 43 min [], sur Radio France, 18 janvier 2022 (consulté le 7 avril 2023).
- Dominique Goblet : "À travers le paysage, je parle d’érotisme", émission Grand Canal d'Eva Bester sur France Inter (50 min), 11 avril 2024.

### Vidéographie
- [vidéo] « Dominique Goblet parle de son travail », sur YouTube, Alternatives bandes dessinées contemporaines, exposition de la Maison d'Arts Georges Pompidou, le 23 octobre 2013, (1 min 37 s).
- [vidéo] « Dominique Goblet - Paroles d'artistes de bande dessinée », sur YouTube, propos recueillis sur le SoBD 2019, le 8 décembre 2019, réalisation : Bill Gellon, (7 min 14 s).
- [vidéo] « Grand Prix Rodolphe Töpffer 2020 - Dominique Goblet », sur YouTube, interview avec Célia O'Beirne-Rehle et Benjamin Hirschi, 2021, vidéo : Ours solaire, (4 min 4 s).